# 馬哈卡利專區

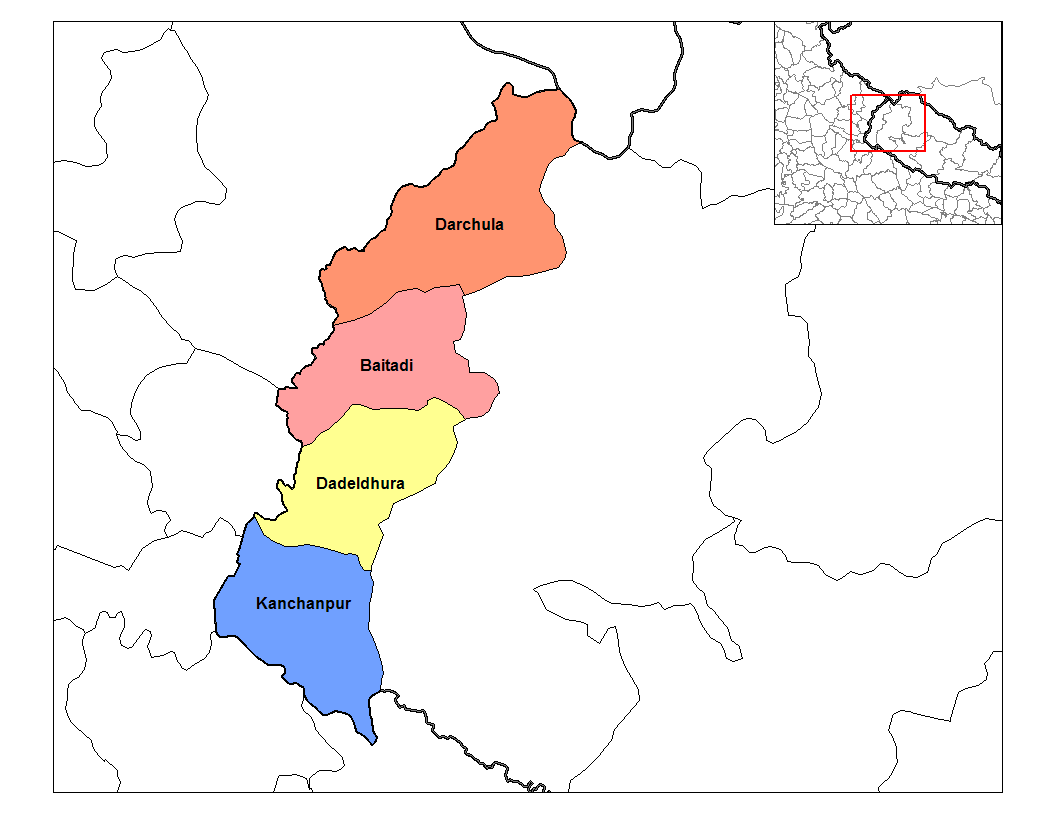

馬哈卡利專區是尼泊爾的十四個行政專區之一，位於該國西部，首府設於Amaragadhi，北接西藏，東臨塞蒂專區，南面和西面是印度，下分4個縣，面積6,989平方公里，2001年人口860,475。首府马亨德拉讷格尔。

## 外部連結
Government of Nepal: The Population and Socio-Economic Atlas of Nepal
29°30′N 80°30′E / 29.500°N 80.500°E